# Lexington (Oklahoma)
Lexington è una città degli Stati Uniti, situata nello Stato dell'Oklahoma, nella contea di Cleveland.